# Reichsjustizministerium
Das Reichsjustizministerium war ein Ministerium des Deutschen Reiches. Es wurde 1919 in Nachfolge des Reichsjustizamtes errichtet und bestand bis zum 23. Mai 1945. Die Bundesrepublik Deutschland hat seit dem 20. September 1949 ein Bundesministerium der Justiz, diesem nachgeordnet existiert seit 2007 außerdem das Bundesamt für Justiz.

## Gebäude

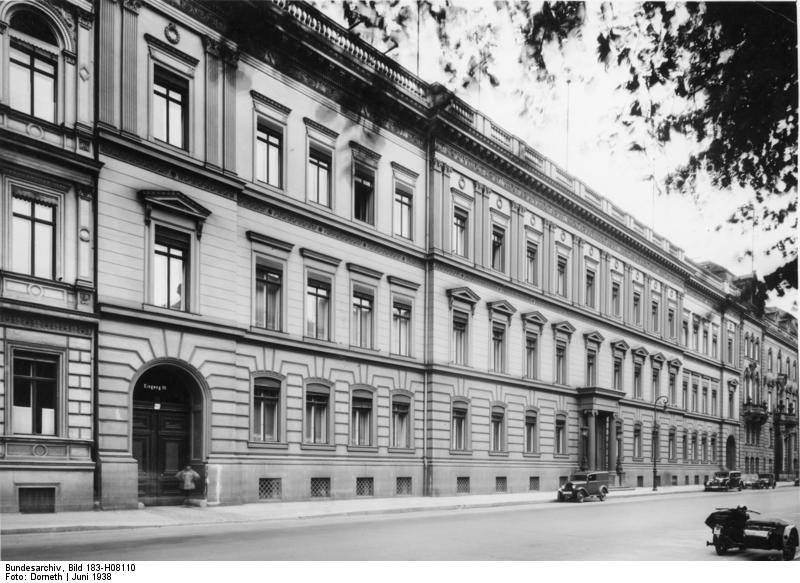
Das Reichsjustizministerium in der Wilhelmstraße 65, Berlin 1938

Das Reichsjustizministerium war zunächst im Gebäude des ehemaligen Reichsjustizamts in der Voßstraße 4–5 in Berlin untergebracht. Wegen des Baus der Neuen Reichskanzlei wurde das Gebäude 1937 abgerissen.
Nachdem die Souveränität der Länder mit dem Gleichschaltungsgesetz vom 31. März 1933 aufgehoben worden war, wurde 1935 das preußische Justizministerium mit dem Reichsjustizministerium zusammengelegt. Das Reichsjustizministerium nutzte dann zwischen 1935 und 1944 – als es bei einem Luftangriff zerstört wurde – das Gebäude des ehemaligen preußischen Justizministeriums in der Wilhelmstraße 65.
Es war im Jahre 1736 errichtet worden und diente nach einem Umbau durch den Architekten David Gilly im Jahre 1808 dem preußischen Prinzen August Ferdinand als Wohnsitz. Karl Friedrich Schinkel gestaltete es 1815 und 1817 für dessen Sohn August und Karoline Friederike von Waldenburg erneut um. Nach beider Tod verkauften ihre Erben und die der Auguste von Prillwitz es 1844 an den preußischen Staat.
Dieser nutzte es als Ministerium und Dienstwohnung für den Minister und die preußische Justizverwaltung. Eine Reihe von Erweiterungsbauten 1865–1872, 1898 und 1909 sorgten für Arbeitsraum im wachsenden Ministerium. Das benachbarte Königliche Zivilkabinett musste seinen hinteren Grundstücksteil an das Justizministerium abtreten, damit Carl Vohl dort einen Ergänzungsbau erbauen konnte.
Im Zweiten Weltkrieg zerstörte ein Luftangriff im Dezember 1944 das Hauptgebäude bis auf die Umfassungsmauern. Nach 1950 samt einem erhalten gebliebenen Gartenpavillon aus der Zeit um 1735 vollständig abgeräumt, wurde das Grundstück zunächst für eine Durchlegung der Französischen Straße zur Wilhelmstraße freigehalten. Der Bau der Berliner Mauer verhinderte den Straßendurchbruch, und 1966 wurde ein Spielplatz auf dem Grundstück angelegt. Erst die Verlängerung der Französischen Straße im Jahr 2009 verwandelte es in Straßenland. Vohls Hintergebäude hatte den Krieg überstanden, war jahrzehntelang Sitz der Hochschule für Musik „Hanns Eisler“ Berlin und ist heute mit dem Haus des ehemaligen Zivilkabinetts verbunden, das vom Bundesministerium für Ernährung und Landwirtschaft genutzt wird.

## Entstehungsgeschichte und Funktion nach der Weimarer Reichsverfassung

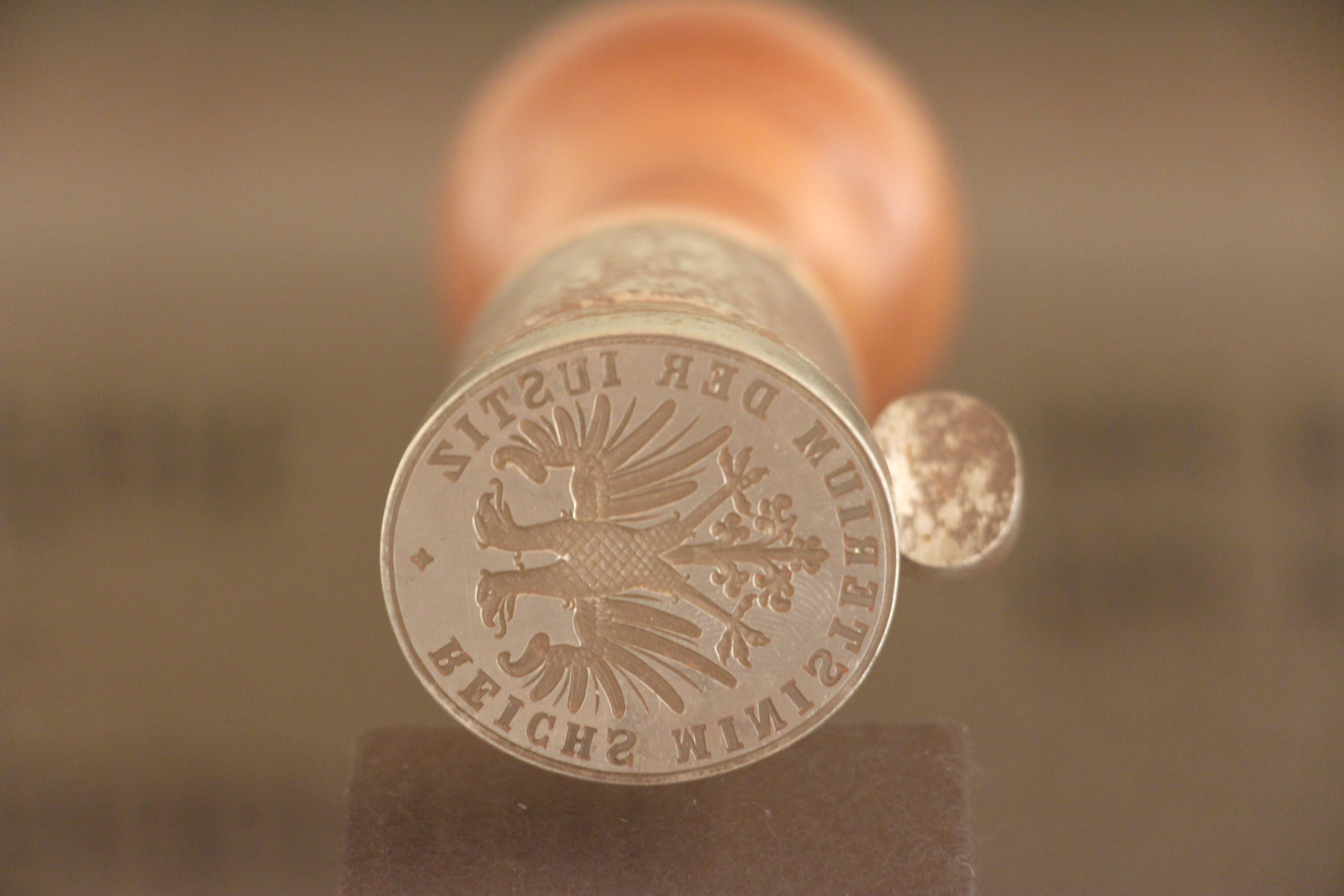
Stempel des ersten Reichsjustizministeriums 1848/1849 in der Erinnerungsstätte für die Freiheitsbewegungen in der deutschen Geschichte

Bereits im entstehenden Deutschen Reich von 1848/1849 gab es eine Reichsregierung, die Provisorische Zentralgewalt. Am Kabinettstisch saß ein Reichsjustizminister: zunächst kurz Johann Gustav Heckscher, von August 1848 bis Mai 1849 dann Robert von Mohl, und bis 20. Dezember 1849 Johann Hermann Detmold.
Nach der Reichsgründung im Jahre 1871 wurde im Jahr 1877 das Reichsjustizamt als eine Abteilung in der damaligen Reichskanzlei geschaffen. In seine Zeit fällt beispielsweise das Inkrafttreten der Reichsjustizgesetze GVG, ZPO und StPO im Jahr 1879 sowie des BGB zum 1. Januar 1900. Trotz dieser Rechtsvereinheitlichung oblag die Verwaltung der Gerichte und Justizbehörden aber nach wie vor den deutschen Ländern.
1919 wurde mit Gründung der Weimarer Republik das Reichsjustizamt verselbständigt und in „Reichsjustizministerium“ umbenannt. Das Ministerium hatte seinen Sitz weiterhin in Berlin im Gebäude des ehemaligen Reichsjustizamtes.
Mit Gustav Radbruch stand dem Ministerium in den Jahren 1921 bis 1923 einer der bedeutsamsten Rechtspolitiker und Rechtswissenschaftler des 20. Jahrhunderts vor. Mit seinem Namen ist vor allem eine umfassende Reform des Strafgesetzbuchs und das erste deutsche Jugendgerichtsgesetz verbunden.
Aufgabe des Reichsjustizministeriums war die Vorbereitung von Gesetzgebungsvorhaben im Justizbereich. Die einzelnen Reichsminister führten innerhalb der Richtlinienkompetenz des Reichskanzlers ihren Geschäftsbereich eigenverantwortlich (Ressortprinzip) und konnten ihre Gesetzentwürfe über die Reichsregierung in den Reichstag zur Beschlussfassung einbringen (Art. 56, 57 und Art. 68 WRV).
Im Reichstag war die NSDAP seit der Reichstagswahl vom 31. Juli 1932 stärkste Fraktion, Hermann Göring seitdem Reichstagspräsident.
Nachdem Adolf Hitler am 30. Januar 1933 zunächst zum Reichskanzler und nach dem Tod von Paul von Hindenburg im August 1934 auch zum Reichspräsidenten ernannt worden war, bestimmte er nicht nur die Richtlinien der Politik, sondern hatte auch allein das Recht, die Reichsminister zu ernennen und zu entlassen (Art. 53 und 56 WRV) sowie den Oberbefehl über die gesamte Wehrmacht des Reiches (Art. 47 WRV).

## Liste der Justizminister
| Name                               | Amtsantritt       | Ende der Amtszeit | Partei              |
| ---------------------------------- | ----------------- | ----------------- | ------------------- |
| Otto Landsberg                     | 13. Februar 1919  | 20. Juni 1919     | SPD                 |
| Eugen Schiffer                     | 3. Oktober 1919   | 26. März 1920     | DDP                 |
| Andreas Blunck                     | 27. März 1920     | 8. Juni 1920      | DDP                 |
| Rudolf Heinze                      | 25. Juni 1920     | 4. Mai 1921       | DVP                 |
| Eugen Schiffer                     | 10. Mai 1921      | 22. Oktober 1921  | DDP                 |
| Gustav Radbruch                    | 26. Oktober 1921  | 14. November 1922 | SPD                 |
| Rudolf Heinze                      | 22. November 1922 | 12. August 1923   | DVP                 |
| Gustav Radbruch                    | 13. August 1923   | 3. November 1923  | SPD                 |
| Erich Emminger                     | 30. November 1923 | 15. April 1924    | BVP                 |
| Curt Joël                          | 15. April 1924    | 15. Dezember 1924 | parteilos           |
| Josef Frenken                      | 15. Januar 1925   | 21. November 1925 | Zentrum             |
| Hans Luther kommissarisch          | 21. November 1925 | 5. Dezember 1925  | parteilos           |
| Wilhelm Marx                       | 20. Januar 1926   | 12. Mai 1926      | Zentrum             |
| Johannes Bell                      | 16. Mai 1926      | 17. Dezember 1926 | Zentrum             |
| Oskar Hergt                        | 29. Januar 1927   | 12. Juni 1928     | DNVP                |
| Erich Koch-Weser                   | 28. Juni 1928     | 13. April 1929    | DDP                 |
| Theodor von Guérard                | 13. April 1929    | 27. März 1930     | Zentrum             |
| Johann Viktor Bredt                | 30. März 1930     | 5. Dezember 1930  | Wirtschaftspartei   |
| Curt Joël kommissarisch            | 5. Dezember 1930  | 9. Oktober 1931   | parteilos           |
| Curt Joël                          | 10. Oktober 1931  | 30. Mai 1932      | parteilos           |
| Franz Gürtner                      | 1. Juni 1932      | 29. Januar 1941   | DNVP/ ab 1937 NSDAP |
| Franz Schlegelberger kommissarisch | 30. Januar 1941   | 20. August 1942   | NSDAP               |
| Otto Georg Thierack                | 20. August 1942   | 5. Mai 1945       | NSDAP               |
| Herbert Klemm                      | 5. Mai 1945       | 23. Mai 1945      | NSDAP               |

## Staatssekretäre
| 1920 bis 1931 | Curt Joël            | 1930/31 zugleich Reichsjustizminister (kommissarisch), ab 10. Oktober 1931 Reichsjustizminister                                               |
| 1931 bis 1942 | Franz Schlegelberger | 1941/42 zugleich Reichsjustizminister (kommissarisch), am 20. August 1942 in den Ruhestand versetzt, Amt eines 2. Staatssekretärs weggefallen |
| 1934 bis 1942 | Roland Freisler      | ab 1942 Präsident des Volksgerichtshofs als Nachfolger von Otto Georg Thierack                                                                |
| 1942 bis 1943 | Curt Rothenberger    | am 21. Dezember 1943 Amtsenthebung |
| 1944 bis 1945 | Herbert Klemm        | zuvor persönlicher Referent von Reichsjustizminister Otto Georg Thierack                                                                      |

## Organisation und Funktion im Nationalsozialismus
Organigramm:
- Reichskanzler und Führer der NSDAP Adolf Hitler
  - Reichskanzlei: Hans Heinrich Lammers (Leitung), ab 1939 zugleich Geschäftsführer des Ministerrats für die Reichsverteidigung, des sog. Kriegskabinetts
  - „Stab des Stellvertreters des Führers“: Rudolf Heß; ab 1941 „Parteikanzlei“ unter Martin Bormann
    - Reichsjustizminister: Franz Gürtner, Otto Georg Thierack
      - Staatssekretäre im Reichsjustizministerium: Franz Schlegelberger, Roland Freisler, Curt Rothenberger, Herbert Klemm
        - Abtlg. I
        - Abtlg. II
        - Abtlg. III Strafrecht (Gesetzgebung)
        - Abtlg. IV Strafrecht, Strafrechtspflege, Strafvollstreckung: Wolfgang Mettgenberg (Referatsleiter Strafrechtspflege in den besetzten Gebieten), Wilhelm von Ammon (Gruppenleiter „Nacht-und-Nebel-Sachen“), Günther Joel (Referent Verurteilungen nach dem Nacht-und-Nebel-Erlass und Sonderreferatsleiter Kriegsdelikte), Carl Westphal (Straftaten nach dem Nacht-und-Nebel-Erlass, Gnadengesuche)
          - Reichsgericht: Erwin Bumke (Präsident), Paul Barnickel (Stellvertreter des Oberreichsanwalts)
          - Oberlandesgerichte
            - Landgerichte
            - Amtsgerichte
            - Sondergerichte: Paul Barnickel (Beisitzer am Sondergericht München), Hermann Cuhorst (Präsident Sondergericht Stuttgart), Oswald Rothaug (Vorsitzender Richter am Sondergericht Nürnberg), Rudolf Oeschey (Vorsitzender Richter am Sondergericht Nürnberg als Nachfolger von Rothaug), Günther Joel (Dienstaufsicht über die Oberstaatsanwälte an den Sondergerichten Hamm und Essen)

          - Volksgerichtshof: Fritz Rehn, Wilhelm Bruner, Otto Georg Thierack, Roland Freisler, Wilhelm Crohne, Harry Haffner (Präsidenten), Karl Engert (Vizepräsident und Vorsitzender des 2. Senats), Günther Nebelung (Vorsitzender des 4. Senats, zuständig für Landesverrat), Ernst Lautz (Oberreichsanwalt, Anklagevertreter gegen Beteiligte des Attentats vom 20. Juli 1944), Paul Barnickel (Stellvertretender Oberreichsanwalt), Oswald Rothaug (Stellvertretender Oberreichsanwalt), Hans Petersen (Laienrichter)
          - Generalstaatsanwälte

        - Abtlg. V Strafvollzug
        - Abtlg. VI Bürgerliches Recht: Hans Peter Ipsen (1943/44), Josef Altstötter (Leitung)
        - Abtlg. VII
        - Abtlg. VIII
        - Geheime Sonderabtlg. XV: Karl Engert (Leitung)
        - Amt I: Rechtsprechung durch das Volk[9]
        - Amt II: Richter und Rechtspfleger[9]
        - Amt III: Neuordnung der Gerichtsverfassung[9]

Dem Führerprinzip entsprechend, unterstand auch das Reichsjustizministerium dem alleinigen Führungsanspruch Adolf Hitlers.
Bereits seit 1871 war den deutschen Reichskanzlern die Reichskanzlei mit Sitz in Berlin direkt nachgeordnet. Seit Januar 1933 organisierte und koordinierte dort ihr Leiter Hans Heinrich Lammers die nationalsozialistischen Regierungsgeschäfte.
Nach der Machtergreifung war der Stab des Stellvertreters des Führers in München errichtet worden, der bis 1941 von Rudolf Heß geleitet und nach dessen Flug nach Großbritannien von Martin Bormann unter der Bezeichnung Parteikanzlei fortgeführt wurde. Die Parteikanzlei war das oberste Führungsorgan der NSDAP und in dieser Eigenschaft vor allem für Parteiangelegenheiten zuständig, wie die Besetzung von Parteiämtern, ein detailliertes internes Berichtswesen oder ideologische Schulung und öffentliche Propaganda. Im Erlaß des Führers über die Stellung des Leiters der Partei-Kanzlei war aber auch die „Zusammenarbeit mit den Obersten Reichsbehörden“ vorgesehen. Als sog. Parteiministerium sollte es die Interessen der NSDAP bei Führung der Staatsgeschäfte durch die einzelnen Ministerien wahren. Schließlich war die Führerpartei „die Trägerin des deutschen Staatsgedankens und mit dem Staat unlöslich verbunden“.
Die Parteikanzlei konkurrierte mit der Reichskanzlei um den Einfluss auf die Gesetzgebung.
Die Verordnung zur Durchführung des Erlasses des Führers über die Stellung des Leiters der Partei-Kanzlei vom 16. Januar 1942 sicherte der NSDAP durch den Leiter der Parteikanzlei umfangreiche Mitspracherechte im Vorfeld jeder Art von Gesetzgebung (Gesetze, Erlasse und Verordnungen einschließlich Aus- und Durchführungsbestimmungen) in sämtlichen Ressorts. Die Reichskanzlei, namentlich ihr Leiter Lammers hingegen gab Adolf Hitlers oft nur mündlich und ohne ordentliche Kabinettssitzungen geäußerten politischen Willen in umsetzungsfähiger Form (Befehle, Anordnungen, Erlasse) an die nachgeordneten Ministerien und sonstigen Staatsorgane zur Ausführung weiter.
Schwerpunkt der NS-Rechtspolitik waren das Strafrecht und Fragen des Strafvollzugs.
Das Reichsjustizministerium fungierte dabei weiter als „Gesetzgebungsministerium“. So nahmen etwa der damalige Justizminister Franz Gürtner, sein späterer Nachfolger Otto Georg Thierack sowie der damalige Staatssekretär im Reichsjustizministerium Roland Freisler an der Kommission zur Reform des Strafprozessrechts im Jahr 1938 teil. Franz Gürtner veröffentlichte anschließend eine Denkschrift über das Beratungsergebnis unter dem Titel Das kommende deutsche Strafverfahren. Bericht der amtlichen Strafprozeßkommission.
Im Reichsjustizministerium gab es allein 3 Abteilungen, die mit „Strafrecht (Gesetzgebung)“, „Strafrechtspflege und Strafvollstreckung“ und dem „Strafvollzug“ befasst waren. Hinzu kam die Geheime Sonderabteilung XV, die für die Umsetzung der am 18. September 1942 zwischen dem damaligen Reichsjustizminister Otto Thierack und dem Reichsführer SS Heinrich Himmler vereinbarten Maßnahmen zur „polizeilichen Sonderbehandlung bei nicht genügenden Justizurteilen“ sowie die „Auslieferung asozialer Elemente aus dem Strafvollzug an den Reichsführer SS zur Vernichtung durch Arbeit“ zuständig war.
Langfristig sollten sowohl die Funktion der Rechtspflege und die Gerichtsorganisation ganz allgemein sowie das Verhältnis von Justiz und vollziehender Gewalt (Polizei und Staatsanwaltschaften) im nationalsozialistischen Sinne reformiert werden. Diese Neuordnung wäre auf eine Schwächung der Justiz bei der Strafverfolgung und -vollstreckung zugunsten eines dominanten Polizeiapparates hinausgelaufen, wurde jedoch kriegsbedingt nicht wie geplant verwirklicht.

## Tätigkeit seit 1933

### Gleichschaltung der Justiz
Der föderale Staats- und Verwaltungsaufbau wurde in den ersten Jahren der NS-Herrschaft systematisch abgebaut und durch eine zentralistische Ordnung ersetzt. Die Landesparlamente wurden aufgelöst, die Landesregierungen entmachtet und durch die sog. Reichsstatthalter ersetzt. Die Länder hatten keine eigenen Hoheitsrechte mehr und verloren das Recht der Gesetzgebung. Nach Auflösung des Reichsrats konnten die Länder auch nicht mehr an der Reichsgesetzgebung mitwirken. Die Landesbehörden hatten nur noch die Funktion, Reichsgesetze zu vollziehen.
Zum 1. April 1935 lag die gesamte Leitung der Justizverwaltung allein in der Hand des Reichsministers der Justiz. Das Reich übernahm als Träger der Justizhoheit von den Ländern die gesamte Justiz mit allen Zuständigkeiten, Rechten und Pflichten sowie allen Justizbehörden und Justizbediensteten. Das Reichsjustizministerium erlangte damit die Kontrolle nicht nur über das Reichsgericht, sondern sämtliche 2500 deutschen Amts-, Land- und Oberlandesgerichte mit ihren ca. 14.000 Richtern einschließlich der Juristenausbildung.
Die Schritte im Einzelnen:
31. März 1933: „Gleichschaltung“ der Länder (so der damalige Reichsjustizminister Franz Gürtner), d. h. Auflösung der Landtage und Neubildung nach den Stimmenzahlen, die bei der Reichstagswahl am 5. März 1933 innerhalb eines jeden Landes auf die Wahlvorschläge entfallen waren. Dabei wurden die auf die Wahlvorschläge der Kommunistischen Partei entfallenden Sitze nicht zugeteilt.
7. April 1933: Es werden jeder Landesregierung sog. Reichsstatthalter als ständige Vertreter der Reichsregierung übergeordnet, die für die „Beobachtung der von dem Reichskanzler aufgestellten Richtlinien der Politik“ durch die Landesregierungen zu sorgen haben. Die Reichsstatthalter ernennen beispielsweise an Stelle der bis dahin zuständigen Landesbehörden die Staatsbeamten und Richter in den Ländern und können den Vorsitz in der Landesregierung übernehmen. Misstrauensbeschlüsse der Landtage gegen einen Reichsstatthalter sind unzulässig.
30. Januar 1934: Aufhebung der Landesparlamente, Übergang der Hoheitsrechte der Länder auf das Reich, die Landesregierungen unterstehen der Reichsregierung.
2. Februar 1934: Ergänzende Verordnung, wonach die Landesbehörden die auf das Reich übergegangene Hoheitsrechte im Auftrag und im Namen des Reiches wahrnehmen.
14. Februar 1934: Reichsrat aufgehoben; keine Mitwirkung der Länder an der Reichsgesetzgebung mehr
16. Februar 1934: Übergang der Justizhoheit auf das Reich
24. Januar 1935: Zum 1. April 1935 werden die Justizbehörden der Länder zu Reichsbehörden, die Justizbeamten der Länder unmittelbare Reichsbeamte und die Arbeiter und Angestellten der Landesjustizbehörden treten in den Dienst des Reiches. Außerdem übernahm das Reichsjustizprüfungsamt das gesamte juristische Prüfungswesen, d. h., es nahm eine reichsweit einheitliche Berufszugangsprüfung für Juristen ab.

### Rechtspolitik im Parteiprogramm der NSDAP
Weder vor noch nach der Machtergreifung gab es ein detailliertes Parteiprogramm. Das 25-Punkte-Programm der NSDAP von 1920 wurde nach der Bamberger Führertagung 1926 für „unabänderlich“ erklärt. Korrekturen hielt man für nicht notwendig, denn „wir lehnen es ab, wie andere Parteien es tun, aus Zweckmäßigkeitsgründen unser Programm den sogenannten Verhältnissen anzupassen. Wir werden eben die Verhältnisse unserem Programm anpassen, indem wir die Verhältnisse meistern.“
Punkt 19 des 25-Punkte-Programms fordert „Ersatz für das der materialistischen Weltordnung dienende römische Recht durch ein deutsches Gemein-Recht.“
Der Parteiideologe Alfred Rosenberg veröffentlichte im Jahr 1939 eine Schrift unter dem Titel Das Parteiprogramm: Wesen, Grundsätze und Ziele der NSDAP, die neben den Arbeiten von Gottfried Feder bis heute im deutschen Neonazismus als „offizielle Kommentierungen“ der nationalsozialistischen Bewegung angesehen werden.
Danach habe das deutsche Recht die Freiheit der völkischen Rechtsprechung zu verwirklichen nach dem nationalsozialistischen Leitwort „Recht ist, was dem deutschen Volk nützt, Unrecht, was ihm schadet.“ Das deutsche Recht schöpfe nicht aus genau formulierten gesetzlichen Tatbeständen, sondern von Fall zu Fall aus dem Rechtsempfinden des deutschen Volkes. Es diene seiner Arterhaltung und Artentfaltung. Strafwürdig sei, was die Volksgemeinschaft insgesamt oder einen anderen Volksgenossen schädige.

### Beteiligung an NS-Verbrechen
Bereits kurz nach der Machtergreifung erging am 28. Februar 1933 unter Mitwirkung des damaligen Justizministers Franz Gürtner die Verordnung des Reichspräsidenten zum Schutz von Volk und Staat (sog. Reichstagsbrandverordnung). Zur „Abwehr kommunistischer staatsgefährdender Gewaltakte“ wurden damit alle wesentlichen Bürgerrechte der Weimarer Verfassung „bis auf weiteres außer Kraft gesetzt“. Dies ermöglichte unter anderem staatliche Terrormaßnahmen wie die Verhängung von Schutzhaft, die bis 1945 mindestens 500.000 Todesopfer forderte.
Zum 1. Januar 1934 trat das Gesetz zur Verhütung erbkranken Nachwuchses in Kraft, das ebenfalls unter Mitwirkung des damaligen Justizministers Franz Gürtner zustande gekommen war und nach dem bis 1945 schätzungsweise 400.000 Menschen auf Anordnung der den Amtsgerichten angegliederten Erbgesundheitsgerichte unfruchtbar gemacht wurden. Es mündete in die systematische Ermordung geistig und körperlich behinderter Menschen sowie von Patienten psychiatrischer „Heil- und Pflegeanstalten“ (sog. Aktion T4) mit ca. 75.000 Toten.
Auch das Gesetz zum Schutz des deutschen Blutes und der deutschen Ehre als Teil der sog. Nürnberger Rassegesetze von 15. September 1935 wurde von Justizminister Franz Gürtner mit unterzeichnet. Im Einvernehmen mit dem Reichsinnenministerium erließ das Justizministerium in der Folgezeit die zur Durchführung dieses Gesetzes erforderlichen Durchführungsbestimmungen, so etwa die Erste Verordnung zur Ausführung des Gesetzes zum Schutz des deutschen Blutes und der deutschen Ehre vom 14. November 1935, die die gesetzlich bestimmten Ehe- und Beschäftigungsverbote für Juden konkretisierte. Am 5. Januar 1938 folgte das Gesetz über die Änderung von Familiennamen und Vornamen, ergänzt am 17. August 1938 durch die Zweite Verordnung zur Durchführung des Gesetzes über die Änderung von Familiennamen und Vornamen, mit der Juden unter Androhung von Gefängnis gezwungen wurden, den zusätzlichen männlichen Vornamen „Israel“ bzw. den zusätzlichen weiblichen Vornamen „Sara“ zu führen.
Gegenstand des Nürnberger Juristenprozesses vor dem amerikanischen Militärgerichtshof im Jahr 1947 waren jedoch nur jene NS-Gesetze und Strafurteile, die im Zusammenhang mit dem Zweiten Weltkrieg als verbrecherischem Angriffskrieg standen. Das ab 1939 „drakonische, korrupte und verderbte nationalsozialistische Rechtssystem“ einschließlich Verwaltung und Rechtsprechung wurde als Kriegsverbrechen und Verbrechen gegen die Menschlichkeit angeklagt. Dazu zählten namentlich die folgenden Sachverhalte.

#### Justizlenkung
Dem totalitären Charakter des Nationalsozialismus entsprechend, sollte „auch auf dem Gebiet des Rechts die Partei und ihre Idee den Staat lenken, denn der Staat ist auch im Recht nur Mittel des Führers zur Verwirklichung des Nationalsozialismus“.
Auch die Justiz wurde daher ab 1933 systematisch von der nationalsozialistischen Ideologie vereinnahmt und für ihre Zwecke instrumentalisiert. Durch gezielte Einflussnahme auf die Besetzung von Richterämtern, Rundverfügungen zur Vereinheitlichung der Rechtsprechung sowie Weisungen an die dem Ministerium unterstellten Staatsanwaltschaften und Richter erzeugte das Reichsjustizministerium den gewünschten Anpassungsdruck. Die seit seiner Amtsübernahme im Jahr 1942 von Otto Georg Thierack herausgegebenen Richterbriefe markieren dabei den Höhepunkt ministerieller Einflussnahme sowie das Ende der persönlichen und sachlichen Unabhängigkeit der Richter.

#### Sondergerichte
Die bereits in der Weimarer Republik vorübergehend zur Bekämpfung politischer Ausschreitungen geschaffenen Sondergerichte wurden ab 1933 fester Bestandteil der NS-Strafjustiz.
Die Sondergerichte waren zunächst noch Gerichte der Länder. Nach der „Verreichlichung“ der Justiz erließ das Reichsjustizministerium dann am 17. Dezember 1935 einheitliche Vorschriften für alle Sondergerichte im Deutschen Reich.
Aufgabe der Sondergerichte war nach dem Reichstagsbrand im Februar 1933 die „Wiederherstellung der öffentlichen Sicherheit und Ordnung“ sowie die Abwehr „heimtückischer Angriffe staatsfeindlicher Elemente auf Staat und Partei“. Sie dienten damit zunächst – ähnlich wie die Schutzhaft – der Ausschaltung der politischen Opposition, die die Etablierung des NS-Regimes – tatsächlich oder vermeintlich – hätte gefährden können.
Die Zuständigkeit der Sondergerichte wurde nach und nach ausgeweitet. Sie waren nicht mehr nur in den gesetzlich bestimmten Fällen zuständig, sondern auch, wenn die Staatsanwaltschaft der Auffassung war, „daß die sofortige Aburteilung durch das Sondergericht mit Rücksicht auf die Schwere oder die Verwerflichkeit der Tat, wegen der in der Öffentlichkeit hervorgerufenen Erregung oder wegen ernster Gefährdung der öffentlichen Ordnung oder Sicherheit geboten“ erschien (§ 14 der Verordnung über die Zuständigkeit der Strafgerichte, die Sondergerichte und sonstige strafverfahrensrechtlichen Vorschriften vom 21. Februar 1940). Dazu zählten beispielsweise Verstöße gegen das sog. Blutschutzgesetz vom 15. September 1935 wie der bekannte Fall des jüdischen Geschäftsmanns Leo Katzenberger, der im März 1942 nach einer angeblichen Affäre mit einer nicht-jüdischen Frau von dem Sondergericht Nürnberg wegen Rassenschande zum Tode verurteilt wurde. Vor den Sondergerichten wurden außerdem auch Schnellverfahren bei solchen Straftaten abgehalten, die nach dem Ergebnis der Hauptverhandlung in den Zuständigkeitsbereich der ordentlichen Amts- oder Landgerichte gehört hätten.
Die Sondergerichte breiteten sich zusehends aus. Gab es sie zunächst nur in jedem OLG-Bezirk, so wurden sie ab März 1940 in jedem LG-Bezirk gebildet. Den jeweiligen Sitz und Bezirk bestimmte der Reichsjustizminister (§ 10 der Verordnung über die Zuständigkeit der Strafgerichte, die Sondergerichte und sonstige strafverfahrensrechtlichen Vorschriften vom 21. Februar 1940).
Mit Kriegsbeginn 1939 setzte eine Radikalisierung von Gesetzgebung und Rechtsprechung ein. Die Propaganda gab den Sondergerichten martialische Beinamen: Sie hießen „Kriegsgerichte der inneren Front“ oder „Panzertruppe der Rechtspflege“; die Staatsanwaltschaft war in dieser waffenklirrenden Metaphorik die „Kavallerie der Rechtspflege“. Wie die Panzertruppe und wie Zieten aus dem Busch hineinfahren unter die Feinde im Inneren des Reiches: Das war die Aufgabe der Sondergerichte und der ihnen zugeordneten Abteilungen der Staatsanwaltschaft.
Die Sondergerichte dienten ab 1939 insbesondere der Aufrechterhaltung der „Heimatfront“, die nicht noch einmal – wie nach der Dolchstoßlegende im Ersten Weltkrieg – der „im Felde unbesiegten“ Heeresmacht in den Rücken fallen sollte. Dafür wurde ein spezielles Kriegsstrafrecht geschaffen, insbesondere die Verordnung gegen Volksschädlinge vom 5. September 1939. Diese galt auch im Protektorat Böhmen und Mähren sowie für Personen, die nicht deutsche Staatsangehörige waren. Bestraft wurde jeder, der nach Auffassung der Richter über das gesunde Volksempfinden dem Tätertypus des Volksschädlings entsprach.
Auch Verfahren nach der sog. Polenstrafrechtsverordnung vom 4. Dezember 1941 fanden in der Regel von den Sondergerichten statt, beispielsweise gegen den 17-jährigen Walerjan Wrobel, der von dem Sondergericht Bremen am 8. Juli 1942 wegen (versuchter) Brandstiftung in einer Scheune ohne nennenswerten Schaden zum Tode verurteilt wurde. Das Reichsjustizministerium lehnte sein Gnadengesuch am 15. August 1942 ab.
Durch Rundverfügung wies das Reichsjustizministerium die Sondergerichte an, bei der Urteilsfindung regelmäßig die „Ausnutzung des Kriegszustands“ als Strafschärfungsgrund anzunehmen und damit unter Überschreitung des regelmäßigen Strafrahmens auch bei geringfügigen Taten nicht Haft-, sondern die Todesstrafe zu verhängen,
Das Reichsjustizministerium beeinflusste die Tätigkeit der Sondergerichte nicht nur durch Ausfertigung vieler dort angewandter Gesetze oder den Erlass von Durchführungsbestimmungen, sondern auch durch die Ernennung und Beförderung der an den Sondergerichten eingesetzten, besonders linientreuen Richter und Staatsanwälte sowie Lenkung der Rechtsanwendung im Einzelfall mittels Rundverfügungen und Weisungen.
Im Nürnberger Juristenprozess wurden 1947 die beiden Vorsitzenden des Sondergerichts Nürnberg Oswald Rothaug, der unter anderen Leo Katzenberger verurteilt hatte und Rudolf Oeschey wegen ihrer Todesurteile und der Ablehnung von Gnadengesuchen nach unter Folter erzwungenen Geständnissen für die „Preisgabe des Rechtssystems zur Erreichung verbrecherischer Ziele“ zu lebenslanger Haft verurteilt. Der Vorsitzende des Stuttgarter Sondergerichts Hermann Cuhorst wurde aus Mangel an Beweisen freigesprochen. Die Akten über die ihm zur Last gelegten Taten waren im Krieg verbrannt.

#### Nacht-und-Nebel-Erlass
Nach Beginn des Russlandfeldzugs im Sommer 1941, dem Unternehmen Barbarossa nahm in den von der deutschen Wehrmacht bereits besetzten Ländern Westeuropas der zivile Widerstand gegen die Besatzungsmacht zu. Der sog. Nacht-und-Nebel-Erlass vom 7. Dezember 1941 wollte dem mit „Richtlinien für die Verfolgung von Straftaten gegen das Reich oder die Besatzungsmacht in den besetzten Gebieten“ begegnen. Die „Richtlinien“, erarbeitet im Oberkommando der Wehrmacht (OKW) unter Führung von Wilhelm Keitel traten am 29. Dezember 1941 in Kraft und galten „bis auf weiteres“ in Norwegen, den Niederlanden, Belgien und im besetzten Frankreich.
Bei Straftaten nichtdeutscher Zivilisten, die sich gegen die deutsche Besatzungsmacht richteten, war „grundsätzlich die Todesstrafe angebracht“. Die Straftaten, für die die vorliegenden „Richtlinien“ gelten sollten, wurden dabei im Einzelnen näher umrissen (z. B. Sabotage, Spionage oder Feindbegünstigung). Die Gefangenen wurden zur Gerichtsverhandlung in das Deutsche Reich deportiert, wo das Verfahren „unter strengstem Ausschluß der Öffentlichkeit durchzuführen“ war. Ausländische Zeugen durften dabei nur mit Genehmigung des OKW vernommen werden. Um das Schicksal der Gefangenen geheim zu halten, war auf Fragen ausländischer und deutscher Stellen lediglich zu erklären, „sie seien festgenommen worden, der Stand des Verfahrens erlaube keine weiteren Mitteilungen“.
Das OKW und das Reichsjustizministerium, namentlich Staatssekretär Roland Freisler wirkten bei der Ausführung des Nacht-und-Nebel-Erlasses zusammen. Freisler wirkte darauf hin, dass die zivilen Sondergerichte zumindest subsidiär zu den Militärgerichten für die entsprechenden Verfahren zuständig waren. Das Reichsjustizministerium erließ sodann die für seinen Zuständigkeitsbereich erforderlichen Durchführungsbestimmungen. Zuständiger Referent für die dort sog. „NN“-Verfahren war Wilhelm von Ammon.
Auch diese Verfahren lenkte das Justizministerium, insbesondere die Verhängung der Todesstrafe über entsprechende Weisungen an die Staatsanwälte und Richter.
Das Gnadenrecht des Justizministeriums wurde im Hinblick auf den Zweck der NN-Verfahren praktisch suspendiert, Gnadengesuche dort vielmehr beschleunigt abgewiesen.
Insgesamt wurden ca. 7000 Personen an die Sondergerichte überstellt. Es ergingen ca. 340 Todesurteile. Darüber hinaus gab es zahlreiche weitere Opfer in KZ-Haft, bevor ein Gerichtsverfahren überhaupt stattgefunden hatte oder aber nach Verurteilung zu einer Haftstrafe.
Als Verstöße gegen das humanitäre Völkerrecht, insbesondere insoweit dieses die Zivilbevölkerung im Kriegsfall schützt, waren die NN-Verfahren später Gegenstand im Nürnberger Juristenprozess und führten zu einer Haftstrafe für von Ammon. Wilhelm Keitel war bereits 1946 im Nürnberger Prozess gegen die Hauptkriegsverbrecher auch im Zusammenhang mit dem Nacht-und-Nebel-Erlass wegen Kriegsverbrechen und Verbrechen gegen die Menschlichkeit zum Tode verurteilt und hingerichtet worden.

#### Geheimabsprachen mit Gestapo, SS und Polizei
Reichsjustizminister Otto Georg Thierack konspirierte aktiv mit dem Reichsführer SS und Chef der Deutschen Polizei Heinrich Himmler bei Abgabe der Strafverfolgung über bestimmte Personengruppen von der Justiz an die Polizei. Zielsetzung war, diese bestimmten Personengruppen ohne weiteres zu verhaften und zu ermorden.
Mit Erlaß des Führers über besondere Vollmachten des Reichsministers der Justiz vom 20. August 1942 war Thierack ermächtigt worden, „eine nationalsozialistische Rechtspflege“ aufzubauen und – auch abweichend von bestehendem Recht – „alle dafür erforderlichen Maßnahmen“ zu treffen.
Am 18. September 1942 besprachen Thierack und Himmler daraufhin folgende Kompetenzverteilung:
Nach Entscheidung durch den Justizminister und „ohne des Führers Zeit mit diesen Dingen überhaupt noch zu beschweren“ sollten „nicht genügende Justizurteile“ durch „polizeiliche Sonderbehandlung korrigiert“ werden. Dazu wollte die Justiz „asoziale Elemente“ aus dem Strafvollzug an den Reichsführer SS zur Vernichtung durch Arbeit ausliefern. Betroffen waren von dieser Absprache alle in Sicherungsverwahrung befindlichen Personen, Juden, Zigeuner, Russen und Ukrainer, außerdem Polen über 3 Jahre Strafe sowie Tschechen und Deutsche über 8 Jahre Strafe. Mit den „übelsten asozialen Elementen“ wollte man beginnen.
Thierack schienen außerdem „die Tatumstände, die zur Abstempelung eines Menschen als asozial dienten, nicht klar genug im Gesetz dargelegt.“ Er meldete insofern „Ansprüche der Justiz an“, d. h., das Reichsjustizministerium wollte insbesondere auf das damals federführend vom Reichsministerium des Innern geplante Gemeinschaftsfremdengesetz mehr Einfluss erlangen.
Schließlich bestand zwischen Thierack und Himmler „Übereinstimmung darüber, daß in Rücksicht auf die von der Staatsführung für die Bereinigung der Ostfragen beabsichtigten Ziele in Zukunft Juden, Polen, Zigeuner, Russen und Ukrainer nicht mehr von den ordentlichen Strafgerichten abgeurteilt, sondern durch den Reichsführer SS ‚erledigt‘ werden.“ Diesen Personen sollte bei Straffälligkeit also überhaupt kein justizförmiges Verfahren mehr gewährt, sondern sie sollten unmittelbar deportiert und ermordet werden.
Für die Umsetzung dieser Vereinbarung war die eigens dafür geschaffene Geheime Abteilung XV im Reichsministerium der Justiz zuständig, die bereits mit der Polizei bei der Verhängung von Schutzhaft gegen „asoziale Elemente“ kooperierte.
Der Vernichtung durch Arbeit sind während der NS-Herrschaft insgesamt rund 14 Millionen Menschen, vor allem europäische Juden sowie sowjetische Kriegsgefangene und Zwangsarbeiter zum Opfer gefallen, wenn auch nicht allein aufgrund der hier gegenständlichen Vereinbarung.
Nach Kriegsende haben sich sowohl Heinrich Himmler (1945) als auch Otto Georg Thierack (1946) ihrer Verantwortung durch Suizid entzogen.

### Nürnberger Juristenprozess 1947
Der dritten der zwölf Nürnberger Nachfolgeprozesse gegen Verantwortliche für Gesetzgebung und Strafrechtsprechung seit 1933 richtete sich gegen führende Ministerialbeamte im ehemaligen Reichsjustizministerium sowie gegen NS-Richter und Staatsanwälte. Verfahrensgegenstand war das „NS-Rechtswesen als kriminelles Institut“.